# Quinto Pompeyo Rufo
Quinto Pompeyo Rufo (en latín, Quintus Pompeius Rufus; c. 129 a. C.- Piceno, República romana, 88 a. C.) fue un antiguo político y militar romano, perteneciente a la plebeya gens Pompeya, que ejerció de cónsul en 88 a. C. Durante su tribunado en 99 a. C., favoreció el regreso de Quinto Cecilio Metelo Numídico del exilio. En 91 a. C. fue pretor y apoyó a Marco Livio Druso, quien propuso una serie de reformas. Más tarde fue juzgado acusado de incitar a los itálicos a la revuelta, pero al parecer fue absuelto.
Quinto Pompeyo alcanzó el consulado en alianza con Lucio Cornelio Sila, quien fue nombrado comandante en la primera guerra mitridática, pero el tribuno de la plebe Publio Sulpicio, anteriormente amigo de Rufo, consiguió una ley para transferir el mando a Cayo Mario. Sila respondió avanzando sobre Roma, acción que Quinto Pompeyo apoyó, por lo que los cónsules ocuparon la ciudad y, en consecuencia, Sulpicio fue asesinado y Cayo Mario huyó. Rufo fue nombrado comandante del ejército de Cneo Pompeyo Estrabón, estacionado en el norte de Italia. Sin embargo, al día siguiente de aceptar formalmente su nombramiento, fue asesinado por sus propios soldados.

## Biografía

### Orígenes
Quinto Pompeyo pertenecía a la familia plebeya de la gens Pompeya, cuyos representantes aparecen en las fuentes del siglo II a. C. El nomen Pompeyo tiene claramente el mismo origen que el topónimo Pompeya en Campania, pero no se conoce ninguna conexión entre esta ciudad y la familia de los Pompeyos.
El primer cónsul de esta familia fue un hombre llamado Quinto, quien ejerció el cargo en el año 141 a. C. Según los Fasti Capitolini, el padre y el abuelo de Pompeyo Rufo llevaron el praenomen de Quinto y Aulo respectivamente; de ahí la suposición de que el cónsul de 141 a. C. fuera su padre. Si bien hay una gran distancia cronológica entre estos dos Pompeyos, se sabe que Quinto padre se casó tardíamente. En este contexto, Quinto hijo tenía una hija, madre de un tal Cayo Sicinio, «quien murió mientras ejercía el cargo de cuestor». Los parientes cercanos de Rufo podrían haber sido los Pompeyos Bitínicos y, en particular, el tribuno de la plebe de 102 a. C., Aulo Pompeyo, podría haber sido su primo.
Quinto Pompeyo era pariente lejano de Cneo Pompeyo Estrabón, cónsul en 89 a. C. y padre de Cneo Pompeyo el Grande.

### Inicio de la carrera civil

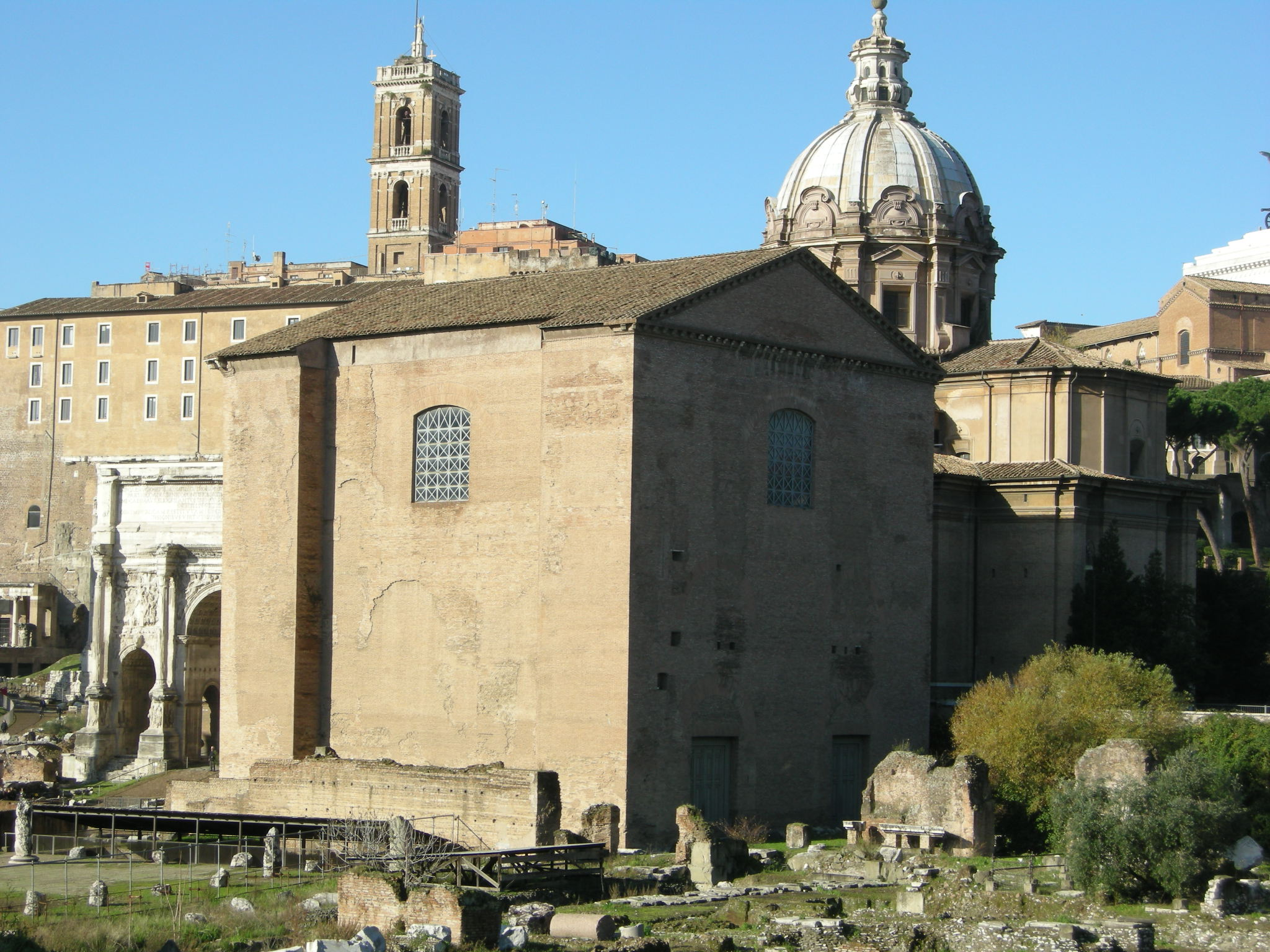
Curia Julia, construida en el Foro Romano en el emplazamiento de la Curia Hostilia, donde se reunía el Senado romano en tiempos de Quinto Pompeyo Rufo.

La primera mención de Quinto Pompeyo en las fuentes conservadas puede remontarse al año 99 a. C. Por aquel entonces, las luchas internas se recrudecieron en Roma, donde la clase senatorial y la ecuestre se unieron contra el político popular Lucio Apuleyo Saturnino, quien fue asesinado el primer día de su tercer tribunado, es decir, 10 de diciembre de 100 a. C. Poco después, según Orosio, un tal Catón y Pompeyo propusieron un proyecto de ley par regreso del exilio de Quinto Cecilio Metelo Numídico, un noble influyente que había liderado la lucha contra Saturnino y se había visto obligado a abandonar Roma por ello. Orosio no da los nombres completos de los autores de esta iniciativa, y otras fuentes no mencionan en absoluto a personas concretas: «el Senado y el pueblo clamaron por el regreso de Metelo»o «se hizo una propuesta para que Metelo regresara del exilio». Sin embargo, los investigadores sugieren que se refiere a Marco Porcio Catón Saloniano el Joven y a Quinto Pompeyo Rufo, quienes también fueron tribunos de la plebe en el año 99 a. C.
La iniciativa de los dos tribunos contó con la simpatía general y el apoyo de varios representantes de la nobilitas, pero no se convirtió en ley debido a la activa oposición de otro de los tribunos, Publio Furio, detrás del cual, según Plutarco y Orosio, estaba Cayo Mario, un viejo enemigo de Metelo. Quinto Cecilio regresó a Roma más tarde; no obstante, a Quinto Pompeyo se le podía considerar «amigo de la aristocracia» por estos hechos.
En el año 91 a. C., Quinto Pompeyo ejercía la magistratura de pretor urbano. Los investigadores suponen que en este cargo apoyó al tribuno de la plebe Marco Livio Druso, que presentó un programa de reformas que incluía la ampliación del número de senadores de origen ecuestre, el traslado de los tribunales al control del Senado, el reparto de tierras a gran escala y la concesión de derechos civiles a los itálicos. Entre los partidarios de Druso también se encontraban Marco Emilio Escauro, Lucio Licinio Craso, Marco Antonio el Orador, Quinto Mucio Escévola el Pontífice y el Augur, Cayo Aurelio Cota, el excuestor Cayo Julio César Estrabón Vopisco, y el destacado orador Publio Sulpicio, quien mantenía una estrecha amistad con Quinto Pompeyo. Además, existe la opinión de que Lucio Cornelio Sila, quien por ese entonces solo había obtenido la pretura, también pertenecía a los asociados de Druso.
Las reformas encontraron una fuerte resistencia, por lo que todas las leyes de Druso fueron derogadas ese mismo año y el propio tribuno fue asesinado. Sobre las actividades de Quinto Pompeyo como pretor solo se conoce que prohibió a Quinto Fabio Máximo, hijo de Máximo Alobrógico, utilizar las propiedades de su padre debido a su estilo de vida libertino.
Al año siguiente, los enemigos de la reforma aprobaron la lex Varia, propuesta por uno de los nuevos tribunos, Quinto Vario Severo, según la cual debían ser juzgados todos aquellos que animaran a los aliados romanos a sublevarse, ya fuera de palabra o de hecho. Enarbolando esta ley, comenzó la persecución de los partidarios de Druso, y muchos tuvieron que exiliarse. Así mismo, Quinto Pompeyo también fue procesado, y Marco Tulio Cicerón atestigua que él mismo estuvo presente en el juicio cuando tenía dieciséis años. El testigo de la acusación fue el consular Lucio Marcio Filipo, quien «habló elocuentemente como testigo, mostró todo el vigor y la expresividad de un acusador». Si bien las fuentes no mencionan nada sobre el resultado del juicio, presumiblemente Rufo fue absuelto.

### Elección como cónsul

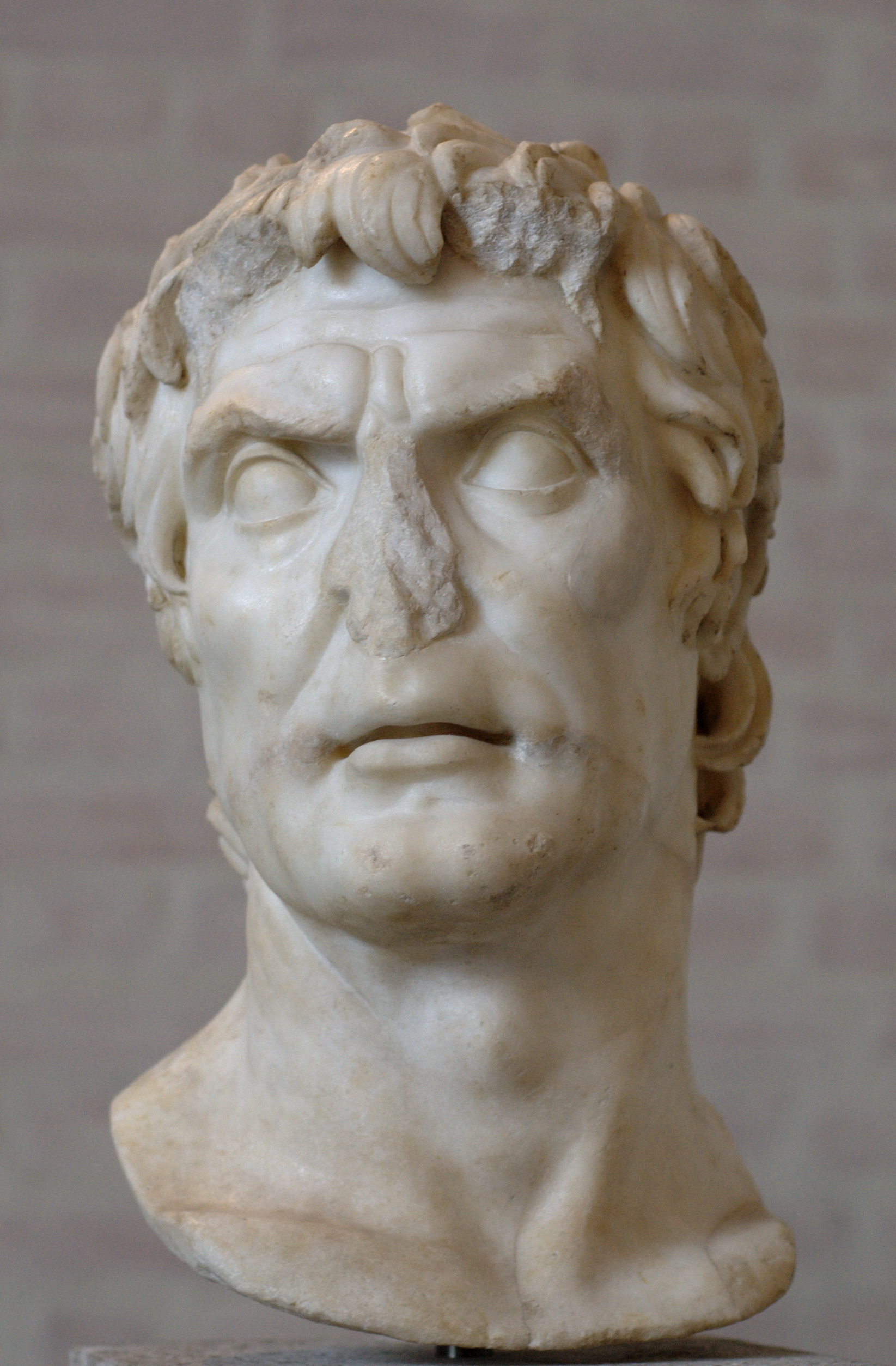
Busto de Lucio Cornelio Sila.

En el año 89 a. C., Quinto Pompeyo se presentó como candidato al cargo de cónsul. En ese momento, Roma estaba en guerra con el rey Mitrídates del Ponto, quien acababa de ocupar la provincia de Asia. Uno de los cónsules de 88 a. C. iba a recibir el mando en el teatro de la guerra, lo que hacía especialmente dramática la lucha por dicha magistratura: la guerra que comenzaba no parecía especialmente difícil, pero prometía al comandante gloria, botín y apoyo de los círculos empresariales romanos. Quinto Pompeyo acudió a las elecciones en alianza con el patricio Lucio Cornelio Sila, quien se había distinguido en la guerra Social y se había asegurado el apoyo de los Cecilios Metelos. Además, para terminar de cimentar esta alianza, el hijo de Pompeyo se casó con la hija de Sila.
Fuentes distintas informan de las pretensiones al consulado de Cneo Pompeyo Estrabón, aunque Veleyo Patérculo podría haberse equivocado, y Cayo Mario; las opiniones de los investigadores sobre la existencia de este último candidato difieren, con opiniones a favor y en contra. Otro candidato al consulado fue el célebre orador Cayo Julio César Estrabón Vopisco, quien aún no ostentaba el cargo obligatorio de pretor, pero que pudo obtener el apoyo de sus hermanos mayores de rango consular Lucio Julio César y Quinto Lutacio Cátulo, así como de Marco Antonio.
La elección comenzó más tarde de lo habitual, ya a principios de año. Dos tribunos de la plebe, Publio Sulpicio y Publio Antistio, se opusieron a la candidatura de Cayo Julio, insistiendo en que no se podía obtener el consulado sin pasar por la pretura.Tanto César como los tribunos contaban con numerosos partidarios, por lo que se produjeron enfrentamientos callejeros entre ellos; sin embargo, César terminó perdiendo la votación y, en consecuencia, Sila y Pompeyo se convirtieron en cónsules.
Las fuentes no dicen en interés de quién actuó Sulpicio al interponerse en el camino de César Estrabón. Al mismo tiempo, en el tratado De amicitia, de Cicerón, se menciona la ruptura de relaciones entre Publio y Pompeyo Rufo, que se produjo tras la elección de este último como cónsul, que «ocasionó asombro y pesar general», y que desde ese momento Sulpicio «odiara mortalmente» a Pompeyo.
En la historiografía, estos datos han suscitado un amplio debate, porque muchos estudiosos comparten la opinión de que el tribuno apoyó a su amigo Quinto Pompeyo Rufo durante las elecciones. Así, Arthur Keaveney escribe que, inmediatamente después de la escisión del «partido» de Druso, Sulpicio se unió a la agrupación política liderada por Pompeyo y Sila. El tribuno ayudó a estos dos a conseguir el consulado y esperaba de ellos que, como favor recíproco, apoyaran su proyecto de ley, que afectaba a los nuevos ciudadanos y continuaba la política de Druso. Al ser rechazado, Publio Sulpicio rompió inmediatamente esta alianza y se alineó con el enemigo de Sila, Cayo Mario, a quien prometió en secreto el mando en la guerra contra Mitrídates a cambio del apoyo en la asamblea popular de sus veteranos. Para un tribuno, romper con los cónsules significaba enemistarse con el Senado y convertirse en popular. Según la hipótesis de Ernst Badian, el tribuno se alió con Mario después de que los cónsules y el Senado se negaran a aprobar sus proyectos.
Existe una versión alternativa según la cual Sulpicio se convirtió en aliado de Mario incluso antes de las elecciones consulares. En consecuencia, luchó con César Estrabón no por la amistad con la nobilitas —y, en particular, con Pompeyo—, sino para defender la lex Villia annalis, y en el futuro el cambio de comandante en la guerra mitridática fue su principal objetivo. Sulpicio no estaba interesado en el problema con las tribus itálicas.

### Guerra civil

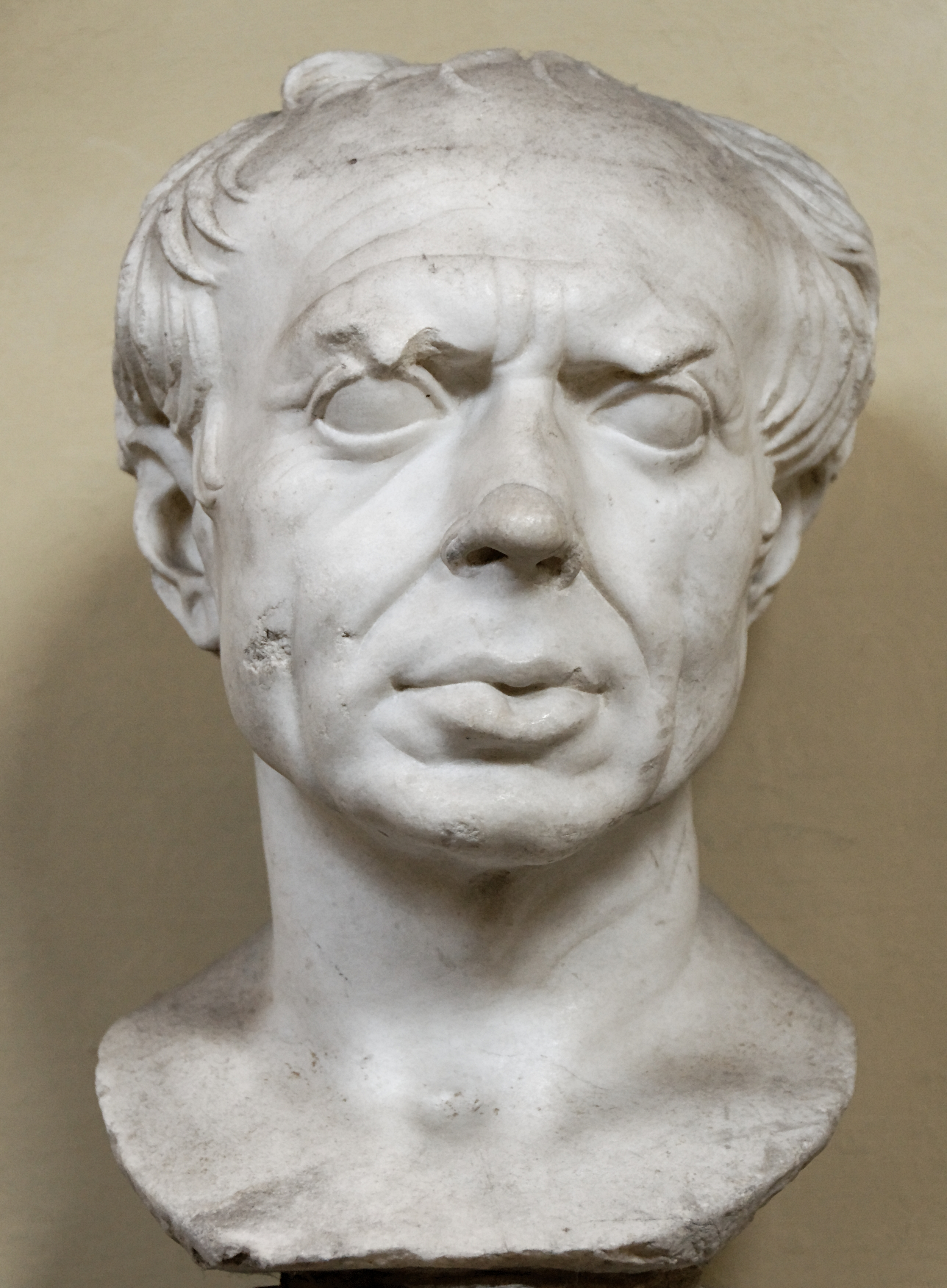
Busto de Cayo Mario.

Mientras ejercían el cargo de cónsul, Sila recibió la orden de viajar hacia Oriente, mientras que Pompeyo debía permanecer en Italia. Ya antes de la partida de Sila, se desencadenó un conflicto entre los cónsules y Publio Sulpicio, quien había presentado iniciativas legislativas sobre el retorno de los exiliados que habían sido víctimas de la lex Varia, sobre la exclusión del Senado por deudas de más de dos mil denarios y sobre la distribución de los itálicos que habían obtenido la ciudadanía durante la guerra Social a todas las tribus (antes de esta solo podían incluirse entre ocho o diez, que eran las últimas en votar). Pompeyo y Sila se opusieron firmemente a estos proyectos de ley, a pesar de su reciente cooperación con Sulpicio; según Apiano, todos los «viejos ciudadanos» que se habían unido contra los «nuevos» también se opusieron. En vísperas de la votación, estallaron enfrentamientos callejeros, momento en el que los cónsules declararon días inhábiles para «retrasar la votación del proyecto de ley y la calamidad que se esperaba en relación con él». Con esta acción, querían evitar nuevos disturbios o temían que el resultado de la voluntad popular fuera favorable a la del tribuno.
Entonces Sulpicio llevó a sus partidarios con puñales ocultos bajo sus ropas —existe la hipótesis de que fueran veteranos de Mario— al foro en el templo de Cástor y Pólux, donde Pompeyo y Sila celebraban una reunión popular, y exigieron a los cónsules que no interfirieran en la votación. En la discusión que siguió, el hijo de Pompeyo, Quinto Pompeyo Rufo el Joven, fue asesinado por haber hablado «con demasiada libertad»,mientras que los cónsules lograron escapar. Pompeyo «tuvo que libertarse con la huida», y Sila se escondió en casa de Mario, con quien negoció y pactó concesiones, en su propio nombre y en el de su colega, y abolió los días inhábiles para la votación. Durante un tiempo pareció que el conflicto había terminado, pero Sulpicio, además de los tres antiguos proyectos de ley, sometió a votación un cuarto, por el que se concedía a Mario de un imperium proconsular y el mando en la guerra contra Mitrídates, y todas estas iniciativas se convirtieron en leyes.
Plutarco escribe que al mismo tiempo Sulpicio destituyó a Quinto Pompeyo de su cargo, pero la historiografía no es unánime sobre el grado de verosimilitud de esta información; algunos historiadores ven un argumento decisivo en contra en el hecho de que otros autores antiguos guarden silencio al respecto y llamen a Pompeyo «colega» de Sila en relación con acontecimientos posteriores.
Al enterarse de lo sucedido, Sila se amotinó contra la República y movilizó a su ejército, acuartelado en Nola, sobre Roma, sublevación a la que se uniría Quinto Pompeyo Rufo; según Plutarco, este participó en la campaña desde el principio, mientras que según Apiano se unió a su colega ya cerca de Roma; Arthur Keaveney considera más plausible la primera versión. El Senado envió varias embajadas para recibir a los rebeldes, pero Sila y Pompeyo no detuvieron a su ejército. Así, Pompeyo, con una de las cuatro legiones, ocupó la Puerta Collina, y después comenzó una batalla en las calles de Roma. Mediante un profundo movimiento de flanqueo, los cónsules vencieron y Mario y Sulpicio huyeron de la ciudad.
Al día siguiente, bajo la presión de los cónsules, se anularon todas las leyes de Sulpicio; además, el propio tribuno, Cayo Mario y otros once fueron declarados enemigos públicos (hostes), por lo que podían ser despojados de sus bienes y asesinados impunemente. De hecho, poco después Sulpicio fue decapitado y su cabeza fue exhibida en los rostra de Roma.

### Muerte
Poco después de la toma de Roma, se decidió poner fin a los poderes proconsulares de Cneo Pompeyo Estrabón, prorrogados solo unos meses antes, y entregar su ejército, que se encontraba en ese momento en el norte de Italia y continuaba con la pacificación de aquellos aliados que aún no se habían sometido a Roma, a Quinto Pompeyo Rufo. Según Valerio Máximo, la decisión sobre el mando para Rufo fue tomada por el Senado y, según Apiano por la asamblea popular. Algunos eruditos aceptan la primera versión, mientras que otros la segunda.
En cualquier caso, Sila estaba detrás de la decisión, ya que necesitaba proporcionar a su aliado Pompeyo Rufo un ejército fuerte antes de que partiera hacia Oriente, para que pudiera defenderse a sí mismo y al orden existente en Roma. Esta defensa era necesaria porque Mario, que había huido a África, podía regresar en cualquier momento.
Estrabón se sintió disgustado con esta decisión; si bien de palabra aceptó dimitir, al día siguiente de su llegada al ejército, Quinto Pompeyo fue asesinado por estos mismos soldados. Estrabón no castigó a nadie, sino que se limitó a amonestar a sus hombres e inmediatamente reasumió la autoridad de comandante, aunque se trataba de una violación directa de la voluntad del Senado. En este sentido, resultan coherentes las afirmaciones de Veleyo Patérculo y del epitomador de Livio en el sentido de que fue el propio Cneo Pompeyo el organizador del asesinato de Rufo, hipótesis que diversos estudiosos consideran plausible.

## Descendencia
Las fuentes mencionan a un hijo de Quinto Pompeyo del mismo nombre, quien se casó con Cornelia, hija de Sila, y murió mientras su padre aún vivía. De este matrimonio nacieron el tribuno de la plebe del año 52 a. C. y Pompeya, la segunda esposa del futuro dictador Cayo Julio César.
Otro Quinto Pompeyo Rufo aparece en un decreto del Senado de 73 a. C.; Theodor Mommsen sugirió que este noble fue adoptado por el cónsul tras la muerte de su propio hijo, pero Friedrich Münzer duda de la plausibilidad de esta hipótesis.

## Valoraciones
Marco Tulio Cicerón, en su tratado Brutus, califica a Quinto Pompeyo de orador mediocre, que además contó con la ayuda de Lucio Elio Estilón para la redacción de sus discursos. En la historiografía, Rufo es considerado una figura histórica menor e irrelevante, «un pariente poco destacado de Pompeyo Estrabón».